# Parlamentswahl in Niger 2020
Die Parlamentswahlen in Niger 2020 fanden am 27. Dezember 2020 statt. Gewählt wurden 166 der 171 Abgeordneten der Nationalversammlung Nigers.

## Hintergrund
Die Wahlen wurden regulär nach dem Auslaufen der fünfjährigen Legislaturperiode der Nationalversammlung seit den Parlamentswahlen von 2016 abgehalten. Am selben Tag fand auch der erste Wahldurchgang der Präsidentschaftswahlen in Niger 2020/2021 statt.
Es waren 7,4 Millionen Wähler registriert. Insgesamt traten mehr als 4000 Kandidaten an, die knapp 100 verschiedenen Listen zugeordnet waren. Die Anzahl der Wahlbüros betrug etwa 30.000. Es gab acht reguläre Wahlkreise und acht kleinere Sonderwahlkreise, in denen jeweils nur eine Person gewählt wurde. Von den 171 Sitzen in der Nationalversammlung waren fünf für die nigrische Diaspora reserviert. Der Verfassungsgerichtshof entschied am 15. Juni 2020, dass die Wahlen durch die Diaspora wegen der COVID-19-Pandemie erst zu einem Zeitpunkt nachgeholt werden sollten, an dem dies logistisch möglich sein würde.

## Ergebnisse
- PNDS-Tarayya: 79
- MODEN-FA Lumana Africa: 19
- MPR-Jamhuriya: 14
- MNSD-Nassara: 13
- CPR-Inganci: 8
- RDR-Tchanji: 7
- MPN-Kiishin Kassa: 6
- ANDP-Zaman Lahiya: 3
- Sonst.: 17
- vakant: 5

Für die Veröffentlichung der Ergebnisse der Parlamentswahlen war gemäß der Verfassung Nigers der Verfassungsgerichtshof zuständig. Die Veröffentlichung erfolgte am 27. Februar 2021.
Von 7.446.556 registrierten Wählern gingen 4.712.433 zu den Urnen. Dies entspricht einer Wahlbeteiligung von 69,19 %.
| Partei                                                                                     | Sitze |
| ------------------------------------------------------------------------------------------ | ----- |
| Nigrische Partei für Demokratie und Sozialismus (PNDS-Tarayya)                             | 79    |
| Nigrische Demokratische Bewegung für eine Afrikanische Föderation (MODEN-FA Lumana Africa) | 19    |
| Patriotische Bewegung für die Republik (MPR-Jamhuriya)                                     | 14    |
| Nationale Bewegung der Entwicklungsgesellschaft (MNSD-Nassara)                             | 13    |
| Kongress für die Republik (CPR-Inganci)                                                    | 8     |
| Demokratische und republikanische Erneuerung (RDR-Tchanji)                                 | 7     |
| Nigrische Patriotische Bewegung (MPN-Kiishin Kassa)                                        | 6     |
| Nigrische Allianz für Demokratie und Fortschritt (ANDP-Zaman Lahiya)                       | 3     |
| Frieden Recht Fortschritt (PJP-Génération Doubara)                                         | 2     |
| Bündnis für Demokratie und Fortschritt (RDP-Jama’a)                                        | 2     |
| Bündnis für Frieden und Fortschritt (RPP-Farilla)                                          | 2     |
| Allianz für die demokratische Erneuerung (ARD-Adaltchi Mutunchi)                           | 2     |
| Allianz der Bewegungen für den Aufstieg Nigers (AMEN-AMIN)                                 | 2     |
| Demokratische Bewegung für den Aufstieg Nigers (MDEN-Falala)                               | 2     |
| Sozialdemokratisches Bündnis (RSD-Gaskiya)                                                 | 1     |
| Demokratische Alternative für Gerechtigkeit in Niger (ADEN-Karkara)                        | 1     |
| Sozialdemokratische Partei (PSD-Bassira)                                                   | 1     |
| Allianz für Demokratie und Republik (ADR-Mahita)                                           | 1     |
| Nigrisches Bündnis für Demokratie und Frieden (RNDP Aneima Banizoumbou)                    | 1     |
| vakant (Wahlkreis Diaspora)                                                                | 5     |
| Gesamt                                                                                     | 171   |

## Folgen
Zu Beginn der neuen Legislaturperiode wurde Seini Oumarou (MNSD-Nassara) zum Parlamentspräsidenten gewählt. Er wurde am 24. März 2021 vereidigt.